# Etch (Protokoll)
Etch ist ein open source, plattformunabhängiges Framework, um Netzwerk-Services aufzubauen, das im Mai 2008 von Cisco Systems erstmals angekündigt worden ist. Etch umfasst eine Service-Beschreibungs-Sprache, einen Compiler und eine Anzahl von Sprachanbindung (englisch language bindings). Es ist beabsichtigt, damit SOAP und CORBA als Methods der Kommunikation zwischen netzwerkfähigen Softwarebestandteilen zu unterstützen, insbesondere wenn es wichtig ist, Portabilität (Plattformunabhängigkeit), Transport-Unabhängigkeit, kleine Größe und hohe Performance zu gewährleisten. Etch ist so entworfen, dass es einfach in bestehende Applikationen und Systeme eingebunden werden kann, wo es einen natürlichen und einfache Übergang zu einer  Serviceorientierte Architektur ermöglicht. Es war ursprünglich entstanden aus Arbeiten am Cisco Unified Environment, einem Produkt, das Cisco als Teil der Metreos-Übernahme zugefallen war.

## Implementierungen
Die initiale Implementierung wird Java und C# unterstützen. In einer zweiten Welle soll die Unterstützung für Ruby, Python, JavaScript, und C folgen.

## Freigabe als Open Source und Lizenzierung
Im Juli 2008 wurde Etch unter der Apache-2.0-Lizenz freigegeben.
Als Teil des Prozesses zur Umwandlung in eine Open-Source-Projekt wurde Etch an den Apache Incubator übergeben, um dort als neues Projekt akzeptiert zu werden.
Am 25. August 2008 wurde dies zur Abstimmung (englisch formal vote) vorgeschlagen und letztlich als Apache-Projekt angenommen. Am 13. Dezember 2016 wurde das Projekt eingestellt.